# Simon de Faversham
Simon de Faversham (v. 1260 - 1306) est un philosophe scolastique anglais. Il a été chancelier de l'université d'Oxford de janvier 1304 à sa mort.

## Biographie
Simon de Faversham tire son nom du fait qu'il est né à Faversham, dans le Kent. Il étudie à l'université d'Oxford, où il obtient le grade de magister artium. Il a été influencé par Jean Duns Scot et Pierre d'Auvergne.
Il a enseigné à l'université de Paris dans les années 1280, avant de retourner en 1289 à Oxford, où il obtient le grade de docteur en théologie.
Il devient chancelier de l'université d'Oxford en 1304 et archidiacre de Cantorbéry en 1305.
Il est principalement l'auteur de commentaires sur les œuvres d'Aristote. Ce sont les commentaires sur les œuvres relevant de la logique qui ont le plus retenu l'attention.

## Œuvres
- Quaestiones super librum praedicamentorum[2].
- Quaestiones super libro elenchorum[3]. Liber elenchorum désigne les Réfutations sophistiques.